# Maybe Tomorrow
Maybe Tomorrow — перший студійний альбом англійської групи The Iveys, який був випущений у 1969 році.

## Композиції
1. See-Saw Granpa – 3:33
2. Beautiful and Blue – 2:38
3. Dear Angie – 2:39
4. Think About the Good Times – 2:21
5. Yesterday Ain't Coming Back - 2:57
6. Fisherman – 3:09
7. Maybe Tomorrow – 2:52
8. Sali Bloo – 2:35
9. Angelique – 2:26
10. I'm in Love – 2:25
11. They're Knocking Down Our Home – 3:41
12. I've Been Waiting – 5:15

## Склад
- Піт Хем: гітара, клавішні, вокал
- Том Еванс: гітара, вокал
- Рон Гріффітс: бас, вокал
- Майк Гіббінс: ударні, вокал